# Seleção Trinitária de Voleibol Masculino
A seleção trinitina de voleibol masculino é uma equipe caribenha composta pelos melhores jogadores de voleibol de Trinidad e Tobago. A equipe é mantida pela Federação de Voleibol de Trinidad e Tobago. Encontra-se na 77ª posição do ranking mundial da Federação Internacional de Voleibol segundo dados de 6 de setembro de 2021.
Nunca participou de uma edição de Jogos Olímpicos ou Campeonato Mundial. No âmbito continental, estreou no Campeonato da NORCECA em 1985, sendo seu melhor resultado sexto lugar (2011, 2015 e 2017).